# Schwanenkirche (Roes)

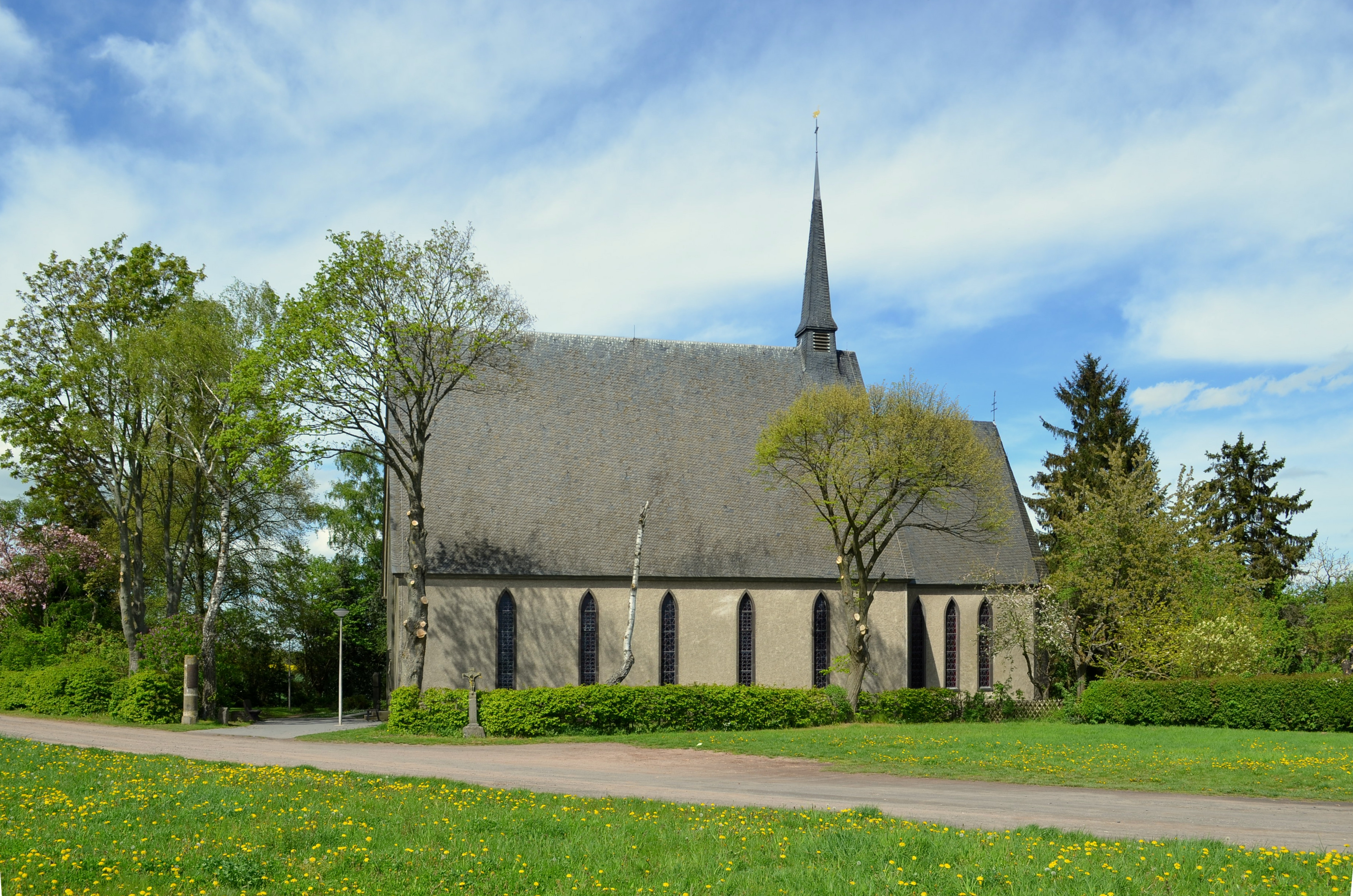
Schwanenkirche

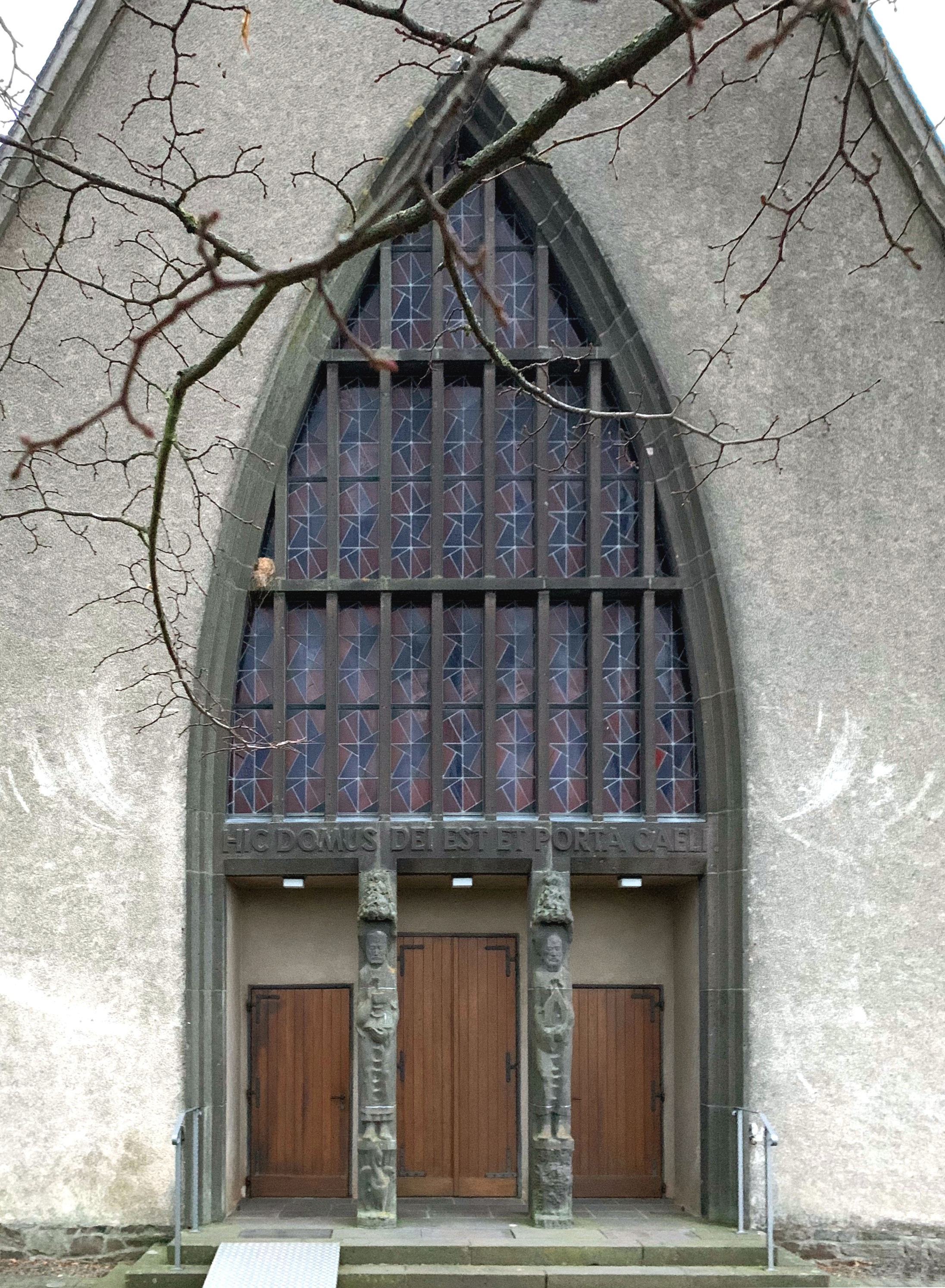
Portal

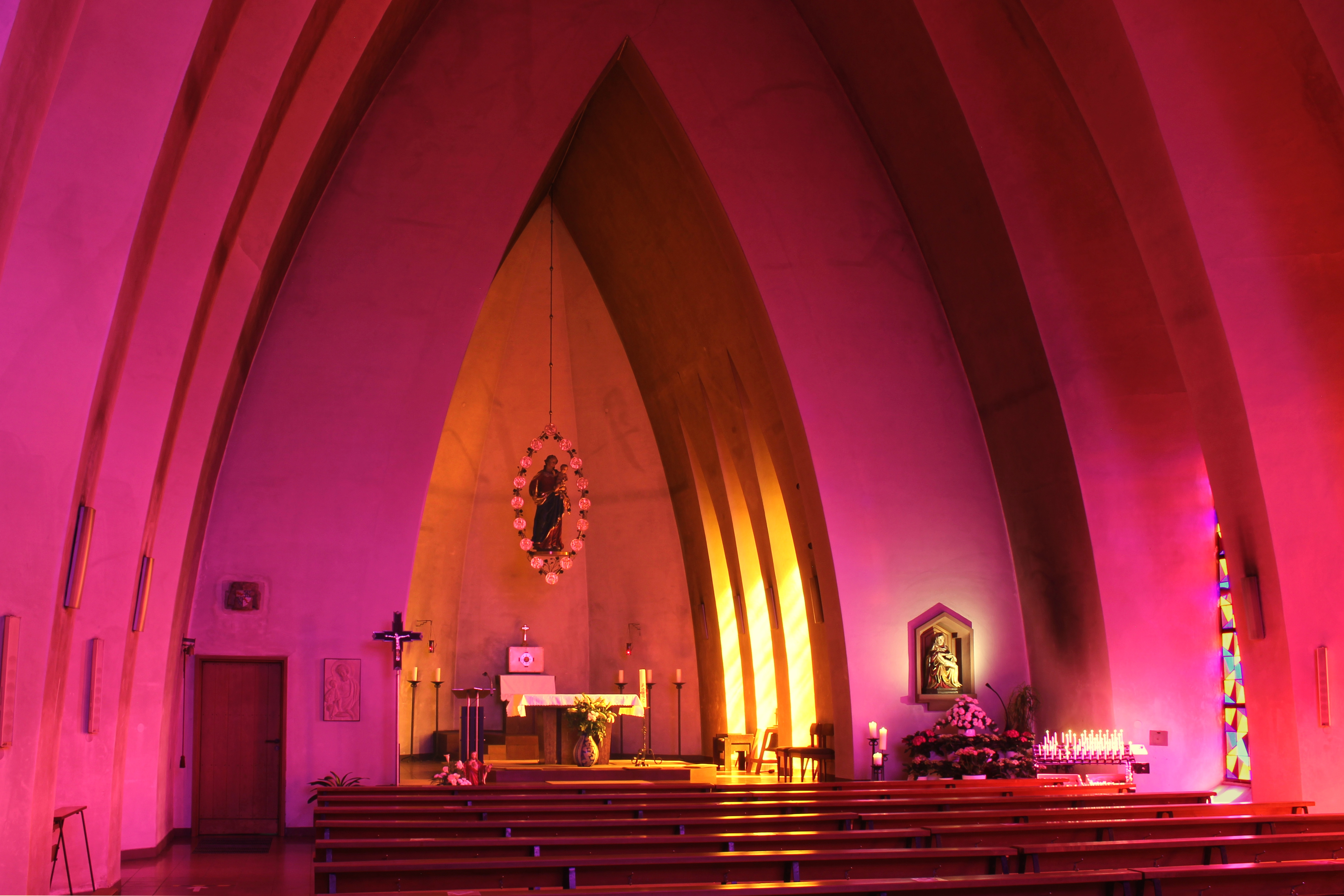
Innenraum im Schein der Fenster

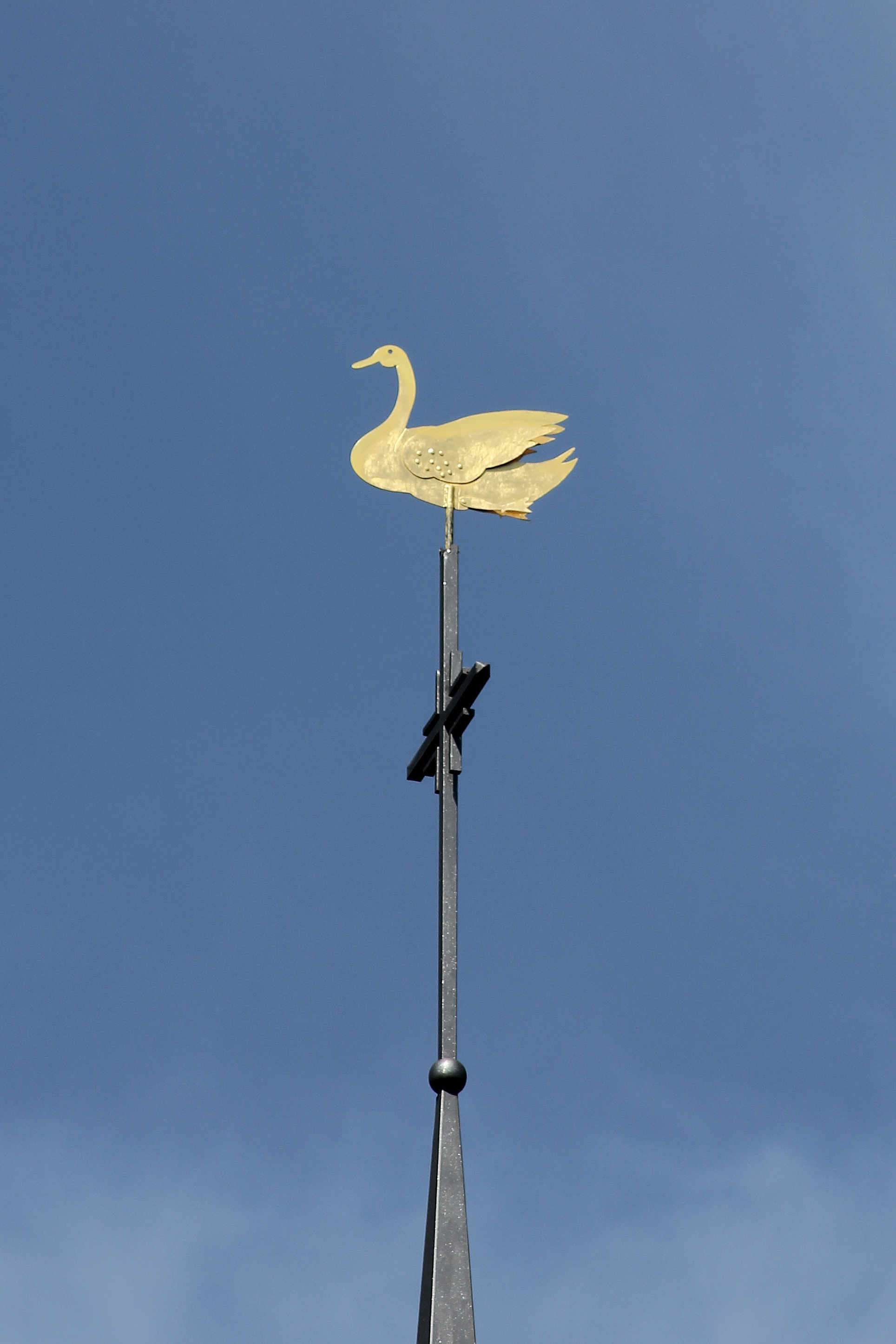
Wetterfahne auf dem Dachreiter der Schwanenkirche

Die Schwanenkirche liegt bei Roes in einem sogenannten Kirchspiel der sechs Gemeinden Binningen, Brohl, Dünfus, Forst, Möntenich und Roes in der Vordereifel. Sie ist eine römisch-katholische Wallfahrtskirche und ein Ort der Marienverehrung. Sie wurde in den Jahren 1950 bis 1952 als Nachfolgerin der im Zweiten Weltkrieg zerstörten Kirche errichtet. Die Schwanenkirche gehörte zur Pfarrei Forst (später Teil der Pfarreiengemeinschaft Kaisersesch), seit 2024 zur Pfarrei Kaisersesch Heilige Maria im Bistum Trier.

## Geschichte

### Ursprung im 15. Jahrhundert
Als Baubeginn der ursprünglichen Schwanenkirche gilt das Jahr 1460. Erbauer waren die Herren von Pirmont. Es ist anzunehmen, dass der Bau nur langsam voranging, wie aus einem Kollektenbrief vom 24. Februar 1474 hervorgeht, ausgestellt von den Brüdern Henrich, Johan und Frederich, Herren zu Pirmont und Erenberg, Nicolaus von Biedburg, Pfarrer zu Forst, und den Kirchenmeistern der „Swanenkirchen“, Johan Hoilen und Clais Thielen von Pirmont. Sie schreiben in diesem Brief, seit 14 Jahren sei an dieser „durch Wunder ausgezeichneten und jetzt fertiggestellten Kirche“ gebaut worden. „Fertiggestellt“ bedeutete wahrscheinlich nur, dass sie unter Dach war. Eingewölbt wurde sie erst 1492, wie der Schlussstein im ersten Joch des Mittelschiffs mit dem Ehewappen des Reichsfreiherrn Heinrich von Pirmont und zu Ehrenberg und seiner Frau Catharina, Gräfin von der Mark-Arenberg belegte. Baumaßnahmen in der Zeit zwischen 1540 und 1800 sind nicht bekannt. Überliefert ist, dass die Kirche Anfang des 19. Jahrhunderts allmählich zu zerfallen drohte, bis sie das Interesse des Koblenzer Baumeisters Johann Claudius von Lassaulx fand und in den Jahren 1836 bis 1845 saniert wurde. Wahrscheinlich im Zuge dieser Maßnahme wurde die Orgelempore entfernt und nicht wieder aufgebaut.
Der kleine Kirchenbau war eine dreischiffige spätgotische Hallenkirche mit Rundsäulen und Netzgewölbe. Der Chor war einschließlich Vorjoch 8,10 Meter tief und 5,90 Meter breit, das Kirchenschiff 18,90 Meter lang und am Ostende 10,28 Meter, am Westende 10,52 Meter breit. Ursprünglich hatte die Kirche drei Portale. Die Wände waren außen durch Strebepfeiler gegliedert, die bis zum Dach reichten.

### Zerstörung im Zweiten Weltkrieg
Am 25. September 1944 wurde die auf freiem Feld abseits der übrigen Bebauung stehende Schwanenkirche durch einen Luftangriff völlig zerstört. Alle anderen Gebäude der Gemeinde wurden verschont. Aus der Kirche blieben das Gnadenbild, eine Pietà, und eine Madonna mit Kind (jetzt vorn im Altarraum) erhalten. Die Pietà aus dem 15. Jahrhundert war allerdings zersplittert, konnte aber von dem Trierer Bildhauer Bettendorf restauriert werden. Sie ist vorn rechts im Kirchenschiff angebracht. Außer den beiden Statuen wurde die alte kleine Glocke geborgen. Sie wurde zusammen mit einer Schiffsglocke in die neue Kirche übernommen, obwohl sie einen Sprung hatte, der nicht zu reparieren war. Seit 1996 hängen im Dachreiter zwei von der Glocken- und Kunstgießerei Carl Metz in Karlsruhe gegossene Glocken, 54 kg schwer mit Schlagton b'' und 32 kg mit Schlagton d''. Die Glocke aus der alten Kirche steht in einer Vitrine im Gemeindehaus in Roes, die Schiffsglocke am Altar als „Gong“.

### Neubau
Der Neubau wurde in den Jahren 1950 bis 1952 nach Plänen des Architekten Karl Peter Böhr aus Polch (u. a. Dombaumeister der Hohen Domkirche zu Trier) auf den Grundmauern der alten Kirche errichtet. Das Mauerwerk besteht weitgehend aus Beton und nur zu einem geringen Teil aus leichtem Bimsstein. Die moderne Architektur des Innenraums wird von großen Spitzbögen geprägt, die auf die Gotik zurückverweisen. Das Kirchenschiff hat jeweils fünf schmale hohe Spitzbogenfenster links und rechts. Die Maße des Neubaus weichen geringfügig von denen der alten Kirche ab. Der Chor mit Dreiachtelschluss und drei Fenstern an der rechten Seite ist 8,99 Meter tief und 6,90 Meter breit, das Kirchenschiff 19,05 Meter lang, 11 Meter breit und 13 Meter hoch. Links an den Chor ist die Sakristei angebaut. Außen ist das Gebäude 30,15 Meter lang und bis zum First 16,70 Meter hoch. Das dreiteilige Portal an der Westwand und das große Spitzbogenfenster darüber sind mit Basalt gerahmt. Die beiden 1996 geschaffenen Pfeilerfiguren stellen rechts den heiligen Castor von Karden und links seinen Begleiter, den heiligen Potentinus, dar, um die Verbindung zum einstigen Stift St. Castor in Karden und die von dort ausgehende Christianisierung deutlich zu machen. Es sind Werke des Mayener Bildhauers Franz Moog (1926–2012) und seiner Werkstatt.
Von den Buntglasfenstern mit ihrer Dreieckornamentik heißt es, sie seien vom Architekten zunächst als Notverglasung gedacht gewesen. Doch das Licht in Rot, Blau und Goldgelb faszinierte allgemein, sodass diese Gestaltung auch bei der Restaurierung 1996 beibehalten wurde. Die Anregung zu dem Entwurf hatte der Architekt von den Kölner Werkschulen und durch Arbeiten in der St.-Apollinaris-Kirche in Frielingsdorf bekommen, die 1927/28 von Dominikus Böhm, Professor an den Werkschulen, erbaut worden war. Die bei Sonnenschein farbig erscheinenden Wände sind rein weiß gestrichen, ohne eine zunächst geplante Ornamentik. Altar und Tabernakel wurden schon 1950 getrennt aufgestellt, gewissermaßen im Vorgriff auf die Empfehlungen des Zweiten Vatikanischen Konzils. Die Schauseite des Tabernakels mit einem Bronzerelief des Pelikans als Symbol für Jesus aus den 1980er-Jahren wurde von Hans-Karl Schmitt (Trier) gestaltet und ebenso wie das von Böhr entworfene Vortragekreuz von Hans Alof, Trier, ausgeführt.
Die zusammen mit dem Gnadenbild aus den Trümmern geborgene Madonna von 1851, hängend am Übergang vom Kirchenschiff zum Altarraum angebracht, ist von einem Kranz mit Plaketten der Geheimnisse des Rosenkranzes umgeben, geschaffen von Will Hahn. Das Gnadenbild auf der rechten Seite erhielt eine Umrahmung aus rotem Sandstein, die einen Schrein bildet.
Nach einer Renovierung vor allem des Innenanstrichs wurde die Kirche am 1. Oktober 2023 mit einem Konzert und einer Einführung durch den Architekten Karl Feils als Nachfolger des damaligen Architekten Karl Peter Böhr wieder eröffnet.

## Herkunft des Namens Schwanenkirche
Der 1544 bezeugte Name der Kirche wird von der Sage so erklärt: Der Erbauer der Kirche sei in die Gefangenschaft der Heiden geraten, habe sich an die Muttergottes gewandt und geträumt, er werde von einem Schwan in die Heimat getragen. Beim Erwachen fand er sich an der Stelle eines kleinen Kapellchens, wo er daraufhin zur Ehre der Muttergottes die Schwanenkirche bauen ließ.
Zur Herkunft des Namens Schwanenkirche und des Schwans in einem der Schlusssteine im Gewölbe der früheren Kirche sowie statt eines Hahns als Wetterfahne auf dem Kreuz des Dachreiters gibt es weitere Deutungen. Unter anderem heißt es, „Swan“ bedeute Weggabelung und die Kirche stehe an einer Wegkreuzung. Möglich erscheint auch die Verbindung mit den Grafen von Bassenheim, auf deren Liegenschaften die Kirche steht; sie führen den Schwan in ihrem Wappen.

## Sonstiges

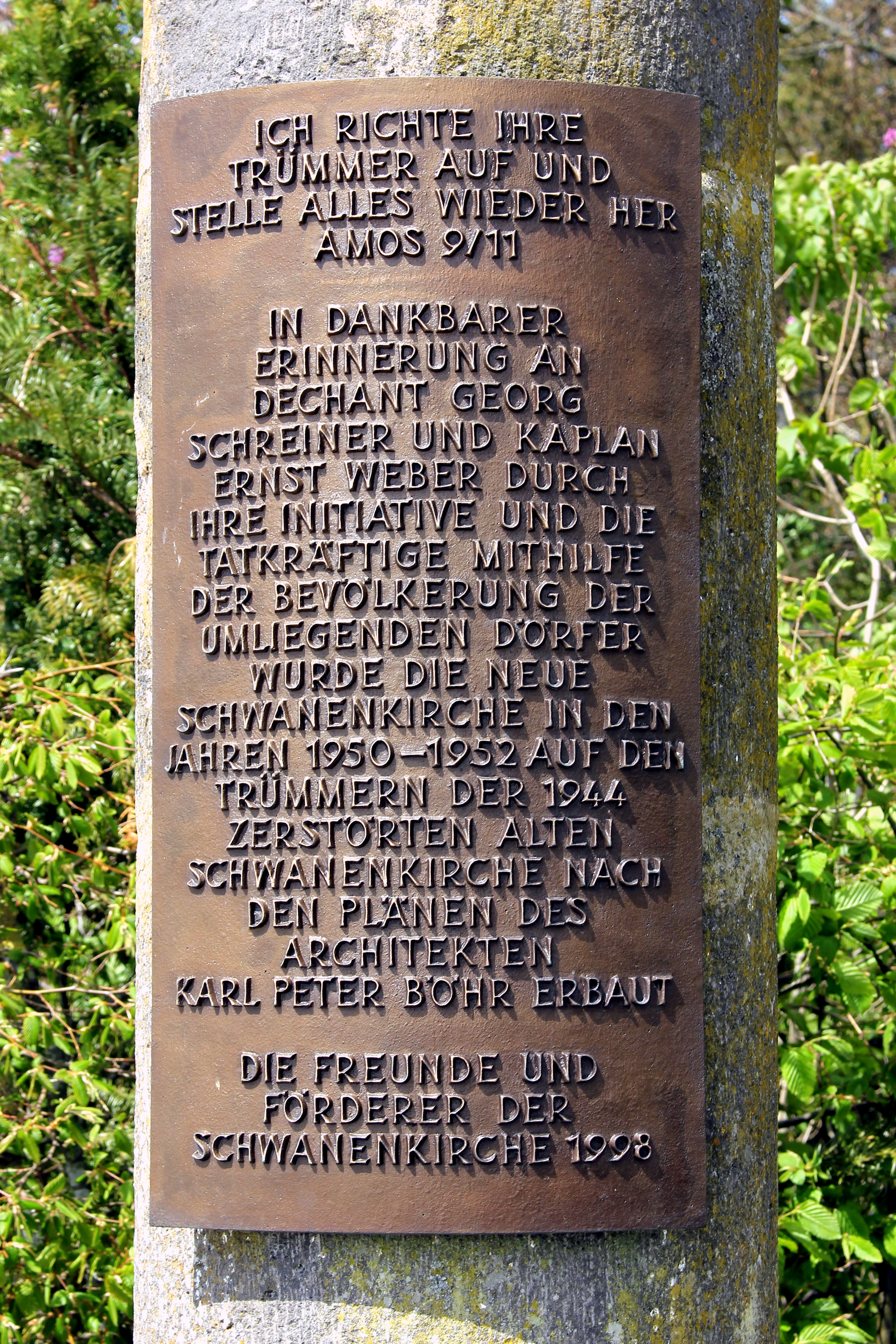
Gedenktafel

Die Schrift über dem Portal lautet: HIC DOMUS DEI EST ET PORTA CAELI („Hier ist das Haus Gottes, das Tor des Himmels“). Der Satz ist dem Buch Genesis entnommen (Gen 28,17 ).
Im Außenbereich der Kirche stehen sieben Bildstöcke aus Basalt mit eingemeißelten Bibelzitaten. Sie wurden nach dem Entwurf von Karl Peter Böhr im Stil der landschaftstypischen „Schöpflöffel“ von dem Steinmetzmeister Christoph Kronewirth (Trier) geschaffen. Die Reliefs aus gebranntem Ton in den Nischen der Bildstöcke schuf 1999 der Senheimer Bildhauer Christoph Anders (* 1938 in Järischau).
An einer aus Bruchstücken der alten Kirche zusammengesetzten Gedenksäule an der Straße vor der Kirche ist eine Bronzetafel angebracht. Unter dem auf die Schwanenkirche bezogen übersetzten Bibelwort „Ich richte ihre Trümmer auf und stelle alles wieder her“ (Amos 9,11 ) sind die Initiatoren des Wiederaufbaus genannt, Dechant Georg Schreiner und Kaplan Ernst Weber, sowie der Architekt Karl Peter Böhr. Außerdem ist ein Dank an die Bevölkerung formuliert, durch deren „tatkräftige Mithilfe“ die neue Schwanenkirche in den Jahren 1950 bis 1952 auf den Trümmern der 1944 zerstörten Schwanenkirche erbaut wurde.
Um Erhalt und Pflege der Schwanenkirche und ihrer Umgebung bemüht sich ein Förderverein.